# Шевах-Мофет
Городская высшая школа с научно-культурным уклоном «Шевах-Мофет» (ивр. תיכון ערוני למדעים ולתרבות שבח-מופת‎, с января 2020 года — Средняя школа высоких технологий и искусств имени Шимона Переса, ивр. התיכון להייטק ואומנויות ע”ש שמעון פרס‎) — старшая школа в городе Тель-Авив (Израиль). Специализируется на точных науках.

## История
Под именем «Шевах» школа открылась в 1946 году на месте поселения Маунт-Хоуп, основанного мессианскими переселенцами из Германии и США. До середины 1950-х годов большинство учеников были детьми из семей выходцев из стран Восточной Европы, а с конца 1950-х и до начала 90-х годов — из стран Северной Африки. До начала 90-х образование в школе носило профессионально-технический уклон. Школа готовила столяров, автомехаников, электротехников, нянь и секретарш и не пользовалась в Тель-Авиве высокой репутацией.
В 1992 году школа начала принимать большое количество учителей и учеников-выходцев из СССР, изменяя методику обучения. Началась реформа системы образования в школе с того, что её руководство выдвинуло идею организации вечернего центра обучения детей репатриантов. На призыв откликнулись жители не только Тель-Авива, но и других городов, таких, как Рош-ха-Аин и Бейт-Шемеш. Уже к 2000 году в проекте «Мофет» в целом насчитывалось 1200 учащихся в дневное время (в 50 классах разных школ) и более трёх тысяч учащихся вечерних курсов. К этому моменту число учащихся в школе «Шевах-Мофет» выросло втрое за счёт притока учеников-репатриантов, а доля уроженцев страны среди учащихся упала до 10 процентов.
В последующие годы за школой «Шевах-Мофет» закрепилась репутация «фабрики гениев». Её посещали лауреат Нобелевской премии по экономике Даниэль Канеман, основатели компании Google Сергей Брин и Ларри Пейдж и другие деятели, которых привлекли успехи школы. В статье в приложении к газете «Маарив» за 2007 год перечислены некоторые из наиболее успешных выпускников школы: так, Михаил Печатников в 24 года уже был генеральным директором компании Visionmap, разрабатывающей технологии аэрофотосъёмки, Стас Оскин в 25 лет создал стартап по выпуску новейшего продукта в области визуальной безопасности, а Роман Березин является совладельцем фирмы Coral-Technology, специализирующейся на разработках в сферах экологии и энергетики. Одновременно с посещением выпускных классов школы, в это время уже 30 учащихся были студентами Тель-Авивского университета. Успехи выпускников связываются в статье не только с изначально хорошим подбором учеников, но и с удачной учебной программой и сильным преподавательским составом: многие педагоги имеют докторскую степень. В то же время в статье, посвящённой программе «Мофет» в 2000 году, указывались и некоторые системные проблемы проекта, в частности, наличие гендерной дискриминации (только 10 процентов от числа участников программы составляли девочки) и неровный уровень преподавания естественных наук (где сконцентрировались высококлассные профессиональные педагоги) и гуманитарных (в которых уровень преподавательского состава не отличался от других школ).
В 2008 году популярность школы среди жителей других городов едва не привела к её закрытию, когда мэрия Тель-Авива объявила о намерении прекратить её финансирование (в размере 4 миллионов шекелей), поскольку большинство учащихся не проживают в Тель-Авиве. Директор школы Дов Орбах пообещал, что недостающие средства будут изысканы и школа расформирована не будет. В 2010 году было сообщено, что мэрия ведёт переговоры с образовательной сетью АМАЛЬ о передаче школы под её эгиду. Упоминалось также о том, что в приобретении школы заинтересована международная сеть еврейского профессионального образования ОРТ.
В 2019 году школа переехала в новое современное здание в районе Неве-Офер на южной окраине Тель-Авива. На цокольном этаже школы расположен мемориал погибшим в теракте у дискотеки «Дольфи»: большое количество пострадавших в теракте училось в школе Шевах-Мофет.

## Достижения
- В 2003 и 2004 году Вероника Уличная из «Шевах-Мофет» была признана лучшей среди участниц-девушек на Азиатских физических олимпиадах в Таиланде и во Вьетнаме, в 2003 году завоевав также бронзовую медаль[11].
- В 2004 году учащиеся «Шевах-Мофет» Дмитрий Файфман, Илья Гринглаз и Василий Галка завоевали две серебряных и бронзовую медали в индивидуальном зачёте на Международной Олимпиаде по физике, проходившей в Южной Корее. Представители школы составляли большинство в израильской сборной, состоявшей из пяти человек и выбранной из 4000 претендентов[12]. Файфман также завоевал серебряную медаль за год до этого на международной физической Олимпиаде в Таиланде[11].
- В 2004 году ученик «Шевах-Мофет» Алексей Энтин завоевал золотую медаль на международной математической Олимпиаде в Афинах (Греция). Энтин входил в сборную Израиля пять лет подряд, завоевав за это время также серебряную и бронзовую медаль на международных Олимпиадах[13].
- В 2006 году учащийся «Шевах-Мофет» Леонид Погорелюк стал серебряным призёром Международной Олимпиады по физике в Сингапуре[11].
- В 2007 году учащийся «Шевах-Мофет» Евгений Фроймович в составе израильской сборной завоевал серебряную медаль на Международной Олимпиаде по информатике, проходившей в городе Загреб (Хорватия)[14].